# Piano clásico en Cuba
Después de su llegada a la isla de Cuba al final del siglo XVIII, el pianoforte (llamado más tarde piano) se convirtió rápidamente en uno de los instrumentos favoritos de la población. Junto con la humilde guitarra, el piano acompañó a las populares guarachas y contradanzas cubanas (derivadas de las country dances europeas) en los salones de fiesta y baile en La Habana, así como en todo el país.

## El siglo XIX

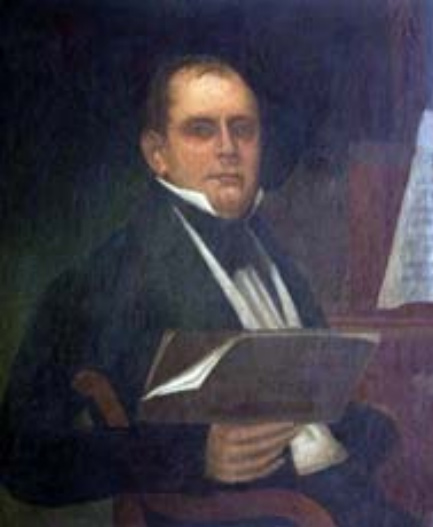
Juan Federico Edelmann

Ya en el año 1804 un programa de conciertos en La Habana anunciaba un concierto de canto “acompañado al fortepiano por un distinguido visitante recién llegado”…. En 1832 Juan Federico Edelmann (1795-1848), reconocido pianista, hijo del famoso compositor y pianista alsaciano del mismo nombre, arribó a La Habana y ofreció un concierto muy exitoso en el Teatro Principal. Animado por la calurosa acogida, Edelmann decidió permanecer en La Habana y pronto fue nombrado a una importante posición en la Sociedad Filarmónica Santa Cecilia. En 1836 fundó una casa de música y compañía de ediciones musicales.
Edelmann trabajó también como profesor de piano y tuvo varios prestigiosos discípulos. Uno de los más famosos fue Manuel Saumell Robredo (1818-1870). Aunque su actividad como pianista nunca trascendió los límites de la nación, adquirió fama como compositor por haber elevado la categoría de la contradanza cubana, de una simple tonada bailable a una verdadera “pièce de concert,” destinada a los salones de la alta burguesía cubana.
A diferencia de Saumell, otros dos discípulos de Edelmann, Pablo Desvernine (1823-1910) y Fernando Arizti (1828-1888), alcanzaron gran reconocimiento fuera del país. Después de estudiar con Edelmann, Desvernine viajó a París para continuar sus estudios con Kalkenbrenner y Thalberg. Ofreció conciertos en varias ciudades de Europa y América, y trabajó como profesor en Nueva York antes de retornar a Cuba.
Fernando Arizti también estudió también en París con Kalkenbrenner y tocó con su amigo Desvernine en España. Después de su regreso a Cuba en 1848, se dedicó a la enseñanza y tuvo varios discípulos destacados como Nicolás Ruiz Espadero (1832-1890), su hija Cecilia Arizti (1856-1930) y Angelina Sicouret (1880-1945).
Ruiz Espadero estudió también con el pianista polaco Julian Fontana, el primero en componer una obra de gran formato para piano con temas cubanos, La Havanne, Fantaisie sur des motifs américains et espagnols op. 10, de 1845. Espadero sostuvo una cercana amistad con el compositor estadounidense Louis Moreau Gottschalk y fue un pianista verdaderamente virtuoso, pero raramente tocaba en público debido a su carácter extremadamente introvertido. Él fue incluso un refinado compositor y excelente profesor. Entre sus alumnos encontramos otros distinguidos artistas como Carlos Alfredo Peyrellade (1840-1908) e Ignacio Cervantes Kawanagh (1847-1905). Después de estudiar con Espadero, Peyrellade continuó su educación musical en París, donde desarrolló una exitosa carrera como concertista. En 1865, él regresó a Cuba, donde fundó dos famosas escuelas de música, en La Habana y Camagüey.
La hija de Fernando Arizti, Cecilia, estudió con su padre y con Espadero. Ella ofreció conciertos en Cuba y Estados Unidos, y fue magnífica compositora y profesora.

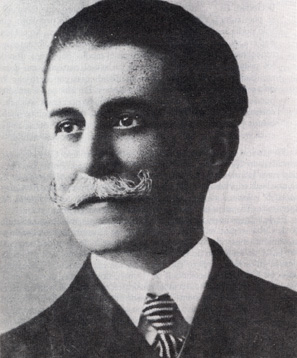
Ignacio Cervantes.

Uno de los más prestigiosos músicos cubanos, Ignacio Cervantes estudió en París con los profesores Marmontel y Alkan. Recibió varios premios de piano, fue candidato al Premio de Roma y recibió elogios de Rossini, Liszt y Paderewski. Durante la Guerra de los Diez Años, Cervantes vivió en los Estados Unidos y México. Después de la independencia de Cuba, trabajó como director de orquesta en el Teatro Tacón. Ignacio Cervantes es considerado uno de los más grandes compositores de su país, y sus danzas cubanas para piano representan una importante contribución al patrimonio cultural de la nación.
Otro exitoso pianista del siglo XIX fue José Manuel Lico Jiménez (1851-1917). El estudió con Reinecke y Moscheles en Leipzig, y con Marmontel en París. Jiménez ofreció numerosos recitales a través de Europa, y Wagner y Liszt lo elogiaron como pianista. Lico Jiménez regresó a Cuba en 1879, y en 1890 se radicó en Hamburgo, Alemania, donde fue nombrado profesor en el conservatorio.

## Del siglo XIX al XX
Hacia finales de siglo, dos notables pianistas se establecieron en Cuba y fundaron conservatorios que contribuyeron a la formación académica de numerosos pianistas y músicos. Ellos fueron Hubert de Blanck (1856-1932), un pianist holandés y el profesor asturiano Benjamín Orbón (1874-1914), padre del renombrado pianista y compositor Julián Orbón (1925-1991), un miembro distinguido del “Grupo de Renovación Musical.”
Alberto Falcón (1873-1961) estudió piano en el conservatorio Hubert de Blanck y más tarde ganó una competencia para ocupar la cátedra de piano en el conservatorio de Bordeaux, en Francia. El estudió composición con Jules Massenet y ofreció conciertos a través de Europa como pianista. Al regresar a su patria, él fundó un conservatorio que llevó su nombre, donde enfatizó la práctica de la música de cámara y creó una orquesta con ese propósito. Falcón fue miembro del Comité de Honor en el conservatorio de París y también de la Academia Nacional de las Artes y Las Humanidades. De manera similar a Alberto Falcón, el pianist, compositor y profesor cubano Joaquín Nin Castellanos (1879-1949) vivió la mayor parte de su vida fuera de su patria, estudio en España, así como en la Schola Cantorum en Francia, y vivió en Alemania durante algunos años. Después de retornar a Cuba en 1910, él se radicó en Bruselas, donde ofreció conciertos y conferencias. Nin trabajó también como profesor en la Universidad de Bruselas. El regresó a La Habana en 1939, donde se dedicó a la enseñanza del piano.Orovio, p. 150.
La pianista y compositora Ernestina Lecuona (1882-1951) comenzó sus estudios musicales en la Academia Musical del Centro Asturiano en La Habana, y continuó en el Conservatorio de París. Como pianista, ofreció numerosos conciertos en Cuba y a través de toda América. Ella enseñó las primeras lecciones de música a su famoso hermano Ernesto Lecuona y fue también la abuela del prestigioso guitarrista y compositor Leo Brouwer.

## El siglo XX

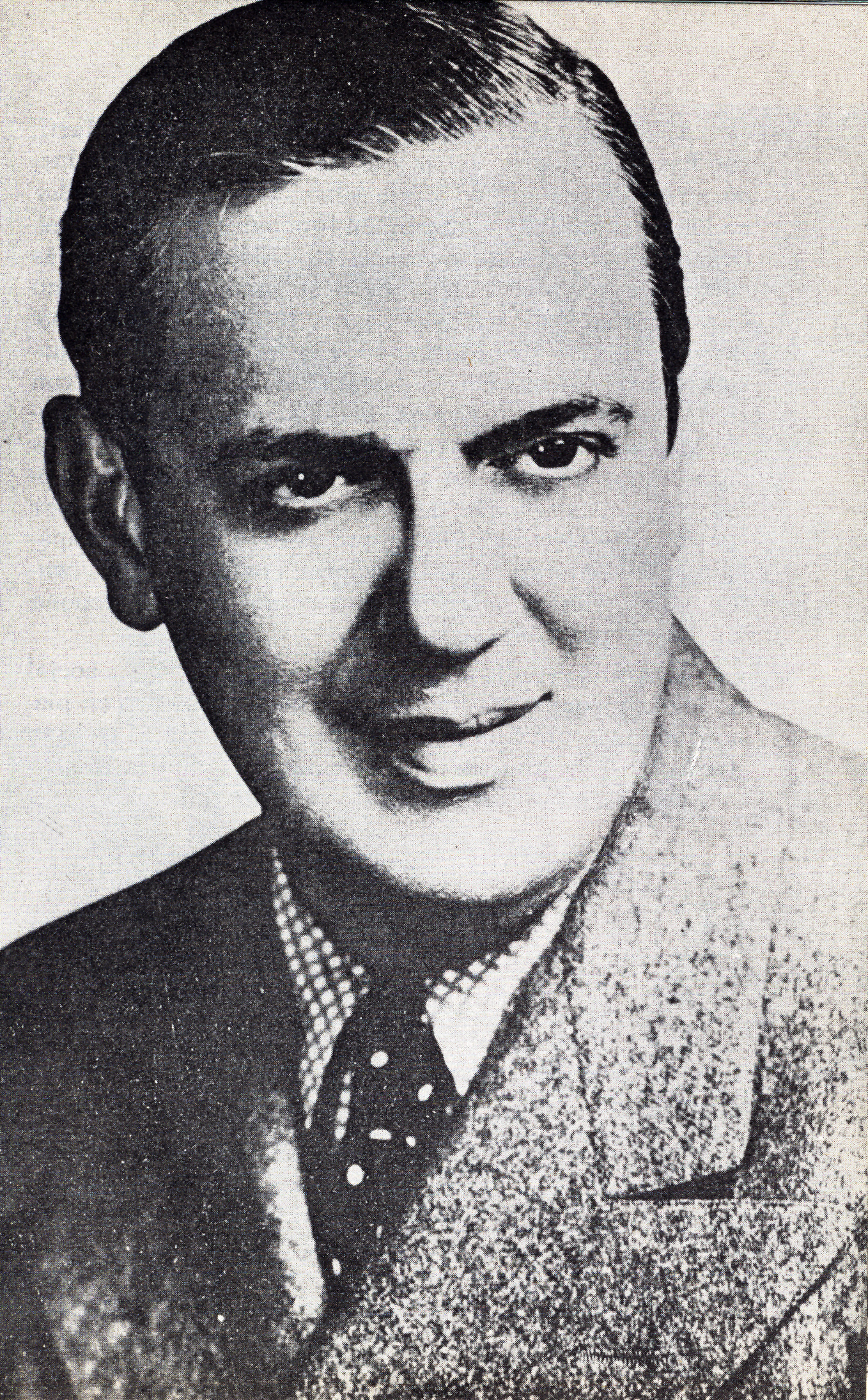
Ernesto Lecuona.

Uno de los más prestigiosos músicos cubanos, Ernesto Lecuona (1895-1963) comenzó a estudiar el piano con su hermana Ernestina y continuó con Peyrellade, Saavedra, Nin y Hubert de Blanck. Lecuona fue un niño prodigio que ofreció un concierto cuando sólo tenía cinco años de edad en el Círculo Hispano. Al graduarse del Conservatorio Nacional le fue entregado el primer premio y la medalla de oro de su clase por decisión unánime de la cátedra. Lecuona es el compositor cubano más reconocido internacionalmente y sus contribuciones a la tradición pianística cubana son excepcionales.

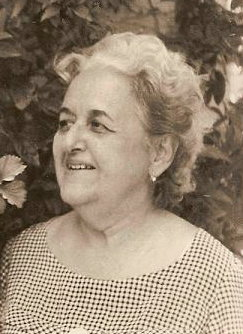
Margot Rojas.

Debemos mencionar a tres importantes profesores que realizaron un considerable esfuerzo, desde el principio hasta mediados del siglo XX, por la implementación de los más altos niveles en la formación académica de los pianistas cubanos. Dos de ellos, César Pérez Sentenat (1896-1973) y Margot Rojas Mendoza (1903-1996) vivieron y trabajaron en La Habana, y la otra profesora, Dulce María Serret (1898-?) en Santiago de Cuba.
César Pérez Sentenat comenzó sus estudios de piano con Hubert de Blanck,  Rafaela Serrano y Antonio Saavedra, y estudió teoría musical con José Molina. En 1922 viajó a Paris, donde estudió con Joaquín Nin Castellanos.
En 1922, Pérez Sentenat fue nombrado profesor de piano y armonía en el Conservatorio Nacional, y en 1940 sirvió como profesor asociado en la Sherwood music School de Chicago. Sentenat fungió como profesor en el Conservatorio Municipal de Música, y en 1931 fue nombrado Director de esa institución educacional. También en 1931, fundó la Escuela Normal de Música junto con el compositor Amadeo Roldán, donde expandió los cursos y organizó una escuela nocturna. El también participó en la fundación del Conservatorio Internacional de Música, dirigido por María Jones de Castro, en colaboración con Caridad Benítez, donde ellos implementaron el primer Kindergarten y el primer Bachillerato musical en Cuba.
En 1945, Pérez Sentenat fue designado como inspector provincial de Música en La Habana, y en 1948 como inspector general. En 1961 fue nombrado profesor de piano y director del Conservatorio Guillermo M. Tomás en Guanabacoa, y en 1965 sirvió como director musical del Consejo Nacional de Cultura y presidente de la Comisión de la Reforma de la Educación Musical. Entre sus estudiantes se encuentran los reconocidos músicos cubanos Solomon Mikowsky, Magaly Ruiz, Juan Piñera y Horacio Gutiérrez.
Margot Rojas nació en Veracruz, México, en 1903, y estableció su residencia en Cuba en 1912. Ella comenzó a estudiar piano en el Conservatorio Nacional, donde recibió varios premios, y más tarde viajó a New York para continuar sus estudios de piano com Alexander Lambert. Rojas fue una distinguida profesora que trabajó en diversas instituciones educacionales, incluyendo el Conservatorio Amadeo Roldán y la Escuela Nacional de Artes (ENA). Ella también ofreció conciertos como solista y acompañada por agrupaciones instrumentals como la Orquesta Sinfónica Nacional.
Dulce María Serret nació en Santiago de Cuba, en 1898, y comenzó sus estudios musicales con Gustavo Rogel y Ramón Figueroa. Más tarde ella viajó a España con una beca del gobierno, para estudiar piano en el Conservatorio de Madrid con Joseph-Édouard Risler. Después de ofrecer varios exitosos conciertos en Madrid y París, Serret regresó a Cuba en 1926, donde se presentó en el Teatro Nacional. En 1927 ella estableció su residencia en Santiago de Cuba, donde fundó un conservatorio y fue profesora de muchos destacados intérpretes.
Jorge Bolet (1914-1990) estudió en el Instituto Curtis de Filadelfia, y después de su graduación en 1935, el sirvió como profesor en la misma institución y en la Escuela de Música de la Universidad de Indiana. A Bolet se le considera un virtuoso del piano, cuyo trabajo se encuentra estrechamente relacionado con las obras de Franz Liszt. Fue amigo de Rachmaninoff, y disfrutó de una gran reputación internacional.
Otros notables pianistas que comenzaron sus carreras antes de la Revolución cubana (1959) son: Zenaida Manfugás, Emma Badía, Ester Ferrer, Ñola Sahig, Huberal Herrera, Silvio Rodríguez Cárdenas y Rosario Franco.
Una de las más destacadas pianistas cubanas del siglo XX, Ivette Hernández (1933-), ofreció un recital a los siete años de edad en la Universidad de La Habana. Ella estudió en el Conservatorio Municipal de La Habana, así como con Sidney Foster y Claudio Arrau (en Nueva York). Ella también estudió en el Conservatorio de París donde obtuvo el Primer Premio de Piano. Entre otras distinciones, Hernández recibió la Medalla Harriet Cohen en Londres y el Primer Premio en el Festival Internacional Gottschalk en España, a mediados de los años sesenta.

## Del siglo XX al XXI
Después del advenimiento de la Revolución cubana en 1959, varios pianistas recibieron becas para estudiar en la Unión Soviética o en otros países del campo socialista. Algunos de estos son: Karelia Escalante, Nancy Casanova, Cecilio Tieles Ferrer, Jorge Gómez Labraña, Ninowska Fernández-Brito, Frank Fernández, Teresita Junco e Hilda Melis.
La siguiente generación de pianistas, la mayoría de ellos formados en la Escuela Nacional de Artes y el Conservatorio Amadeo Roldán incluye a: Alberto Joya, Roberto Urbay, Martha Marchena, Jorge Luis Prats e Ileana Bautista, entre otros.

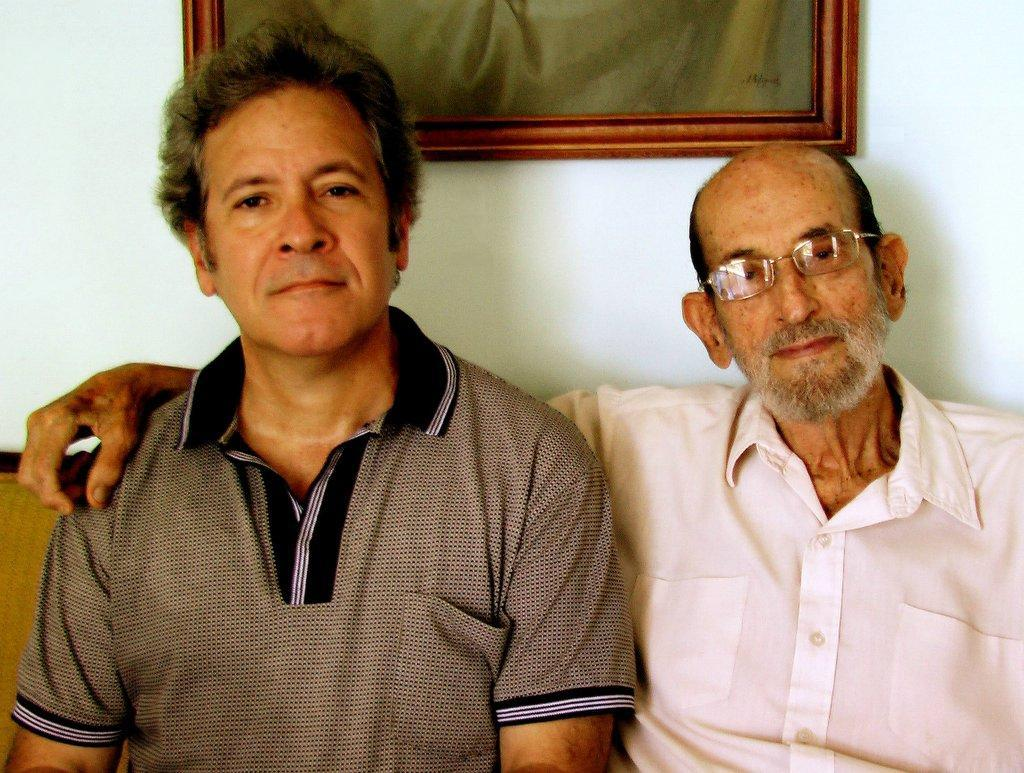
Roberto Urbay y Harold Gramatges.

Roberto Urbay (1953-) estudió en la Escuela Nacional de Artes con Margot Rojas y Silvio Rodríguez Cárdenas. Recibió una beca para estudiar en el Conservatorio Chaikovski de Moscú y recibió el premio de Unión Nacional de Escritores y Artistas de Cuba (UNEAC) in 1973. El recibió también el Premio Especial de Música de Cámara en la Tribuna de Jóvenes Intérpretes del Festival Inter-Podium en Bratislava, en 1977. Urbay ha realizado numerosas giras de concierto y grabaciones. Uno de sus más importantes logros musicales ha sido el de un consistente proceso de investigación, interpretación y grabación del repertorio pianístico cubano, el cual incluye a una larga lista de compositores, tales como: Manuel Saumell, Ignacio Cervantes, Ernesto Lecuona, Alejandro García Caturla, Harold Gramatges, José Ardévol, Edgardo Martín, Hilario González, Fabio Landa, Leo Brouwer, Carlos Fariñas, Héctor Angulo, Roberto Valera, Carlos Malcolm, Armando Rodríguez Ruidíaz y Juan Piñera. Urbay trabaja actualmente en el Departamento de Música de la Universidad Nacional de Cuyo en Mendoza, Argentina, donde funge como profesor desde 1995.

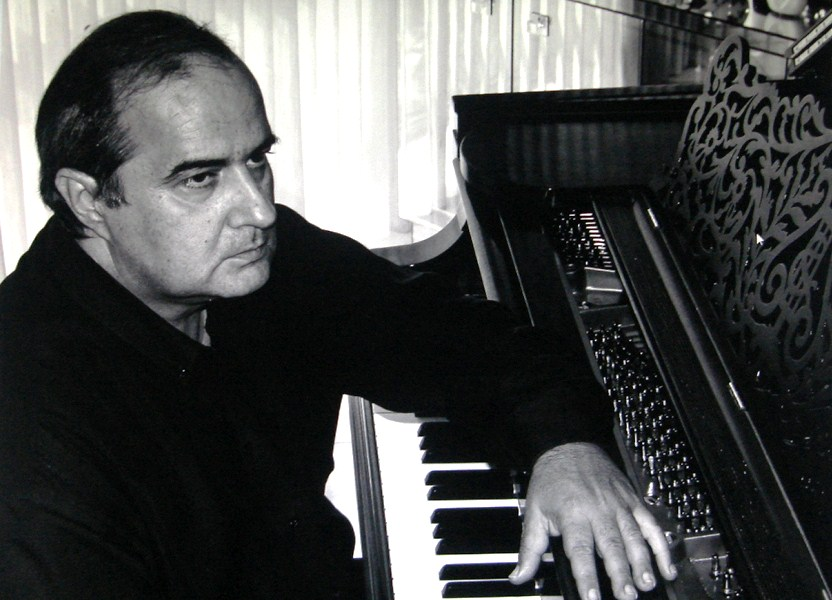
Jorge Luis Prats.

Uno de los más prominentes pianistas de las nuevas generaciones, Jorge Luis Prats (1956), estudió en la Escuela Nacional de Artes con Margot Rojas y se graduó en 1976. Prats continuó sus estudios con Frank Fernández, y en 1977 recibió el Gran Premio de Piano en el Concurso Margueritte Long-Jacques Thibaud en París. En aquel momento fue también seleccionado como el Mejor Intérprete del Concurso y recibió el prestigioso Premio Ravel. En 1979, Jorge Luis Prats recibió la Medalla de Oro en el Festival de Concursantes Ganadores Katia Popova, en Pleven (Bulgaria). Desde entonces él ha desarrollado una carrera muy exitosa como concertista. Prats ha establecido su residencia permanente en los Estados Unidos.
Al comienzo de la Revolución Cubana algunos pianistas salieron del país a temprana edad y desarrollaron sus respectivas carreras en el extranjero. Dentro de este grupo podemos mencionar a Horacio Gutiérrez](1950), quien tocó con sólo once años junto a la Orquesta Sinfónica Nacional y se radicó en Los Ángeles con su familia en 1962. Gutiérrez se graduó en la Escuela Juilliard y desde entonces ha brindado numerosos conciertos con las orquestas más prestigiosas del mundo. El también ha realizado numerosas grabaciones.
Santiago Rodríguez (pianista) (1952) llegó a los Estados Unidos a los ocho años a través de la Operación Pedro Pan, y tocó con la Orquesta Sinfónica de Nueva Orleans cuando tenía sólo diez años. El obtuvo un Doctorado en Música con Adele Marcus en la Escuela Juilliard. Rodríguez ha disfrutado de una carrera muy exitosa como intérprete, y ha realizado numerosas grabaciones. Santiago Rodríguez es actualmente el director del Departamento de Teclados en la Escuela de Música Frost de la Universidad de Miami.
La pianista Zeyda Ruga Suzuki comenzó su educación musical en el Conservatorio Municipal de La Habana, Cuba. A los dieciséis años viajó a los Estados Unidos para estudiar en el Instituto de Música Curtis en Filadelfia, donde fue alumna de Rudolf Serkin y Eleanor Sokoloff.
Después de su graduación en Curtis, ella obtuvo un doctorado en la Universidad Laval de Quebec, donde también sirvió como Profesora Asociada y Jefa de Cátedra de Música de Cámara.
Ruga Suzuki ha disfrutado de una exitosa carrera internacional, ofreciendo numerosos conciertos a través de los Estados Unidos, Canadá, Europa y Asia. Ella es invitada frecuentemente por los Chicago’s Rembrandt Chamber Players y el Miami String Quartet, y ha ofrecido clases magistrales en la New World Symphony de Miami y en la European Piano Teachers Association, en Blonay (Suiza).